# Vol'ha Sudarava
Vol'ha Aljaksandraŭna Sudarava, accreditata come Olga Sudarava dalla IAAF (in bielorusso Вольга Аляксандраўна Сударава?; 22 febbraio 1984), è una lunghista bielorussa.

## Palmarès
| Anno | Manifestazione  | Sede           | Evento         | Risultato | Prestazione | Note                                     |
| ---- | --------------- | -------------- | -------------- | --------- | ----------- | ---------------------------------------- |
| 2007 | Universiadi     | Bangkok        | Salto in lungo | 11ª       | 6,27 m      |                                          |
| 2008 | Olimpiadi       | Pechino        | Salto in lungo | 32ª (q)   | 6,25 m      |                                          |
| 2012 | Europei         | Helsinki       | Salto in lungo | Argento   | 6,74 m      |                                          |
| 2012 | Giochi olimpici | Londra         | Salto in lungo | 14ª (q)   | 6,38 m      |                                          |
| 2013 | Europei indoor  | Göteborg       | Salto in lungo | 10ª (q)   | 6,43 m      |                                          |
| 2013 | Mondiali        | Mosca          | Salto in lungo | 4ª        | 6,82 m      | Miglior prestazione personale stagionale |
| 2014 | Mondiali indoor | Sopot          | Salto in lungo | 9ª (q)    | 6,47 m      |                                          |
| 2014 | Europei         | Zurigo         | Salto in lungo | 11ª       | 6,29 m      |                                          |
| 2015 | Mondiali        | Pechino        | Salto in lungo | 13ª (q)   | 6,65 m      |                                          |
| 2016 | Giochi olimpici | Rio de Janeiro | Salto in lungo | 25ª (q)   | 6,29 m      |                                          |